# Kugonahalli, Dod Ballapur
Kugonahalli là một làng thuộc tehsil Dod Ballapur, huyện Bangalore Rural, bang Karnataka, Ấn Độ.